# Moonrise Kingdom
Moonrise Kingdom er en amerikansk romantisk dramakomedie fra 2012. Filmen er skrevet og instrueret af Wes Anderson, og har Jared Gilman og Kara Hayward i hovedrollerne, samt Bruce Willis, Edward Norton, Bill Murray, Frances McDormand, Tilda Swinton, Jason Schwartzman og Harvey Keitel i andre vigtige roller.

## Handling
Filmen foregår i 1965. Den upopulære spejderdreng Sam (Jared Gilman) og ensomme Suzy (Kara Hayward) er to venneløse tolv år gamle børn, som mødes på sommerlejr og som umiddelbart finder tonen. De to bliver forelsket i hinanden og bestemmer sig for at flygte sammen og bo i skoven den pågældende sommer. Imidlertid, bliver de fundet af eftersøgningsgruppen, ledet af politimester Sharp (Bruce Willis) og spejdermester Ward (Edward Norton), som begge egentlig har dyb sympati for børnene. Suzys forældre (spillet af Bill Murray og Frances McDormand) forbyder hende at ses med Sam igen, mens Sams plejeforældre frasiger sig forældreansvaret over ham og overlader ham til de sociale tjenester. Men Sam og Suzy har ikke opgivet at se hinanden igen, og da de hører at Sam er i fare for at skulle modtage elektrochokbehandling på en børneinstitution, tager hele spejdertroppen ansvar for at hjælpe Sam og Suzy med at leve lykkeligt resten af deres dage.

## Rolleliste
- Jared Gilman i rollen som Sam Shakusky
- Kara Hayward i rollen som Suzy Bishop
- Bruce Willis i rollen som Captain Sharp
- Edward Norton i rollen som Scout Master Ward
- Bill Murray i rollen som Walt Bishop
- Frances McDormand i rollen som Laura Bishop
- Tilda Swinton i rollen som Social Services medarbejder
- Jason Schwartzman i rollen som fætter Ben
- Harvey Keitel i rollen som Commander Pierce
- Bob Balaban i rollen som fortæller
- Seamus Davey-Fitzpatrick i rollen som Roosevelt
- L.J. Foley i rollen som Izod
- Eric Chase Anderson i rollen som Assistant Scout Master